# Petro Fedoun
Pour les articles homonymes, voir Fedoun.
 (février 2025).
La mise en forme du texte ne suit pas les recommandations de Wikipédia : il faut le « wikifier ».
Les points d'amélioration suivants sont les cas les plus fréquents. Le détail des points à revoir est peut-être précisé sur la page de discussion.
- Les titres sont pré-formatés par le logiciel. Ils ne sont ni en capitales, ni en gras.
- Le texte ne doit pas être écrit en capitales (les noms de famille non plus), ni en gras, ni en italique, ni en « petit »…
- Le gras n'est utilisé que pour surligner le titre de l'article dans l'introduction, une seule fois.
- L'italique est rarement utilisé : mots en langue étrangère, titres d'œuvres, noms de bateaux, etc.
- Les citations ne sont pas en italique mais en corps de texte normal. Elles sont entourées par des guillemets français : « et ».
- Les listes à puces sont à éviter, des paragraphes rédigés étant largement préférés. Les tableaux sont à réserver à la présentation de données structurées (résultats, etc.).
- Les appels de note de bas de page (petits chiffres en exposant, introduits par l'outil «  Source ») sont à placer entre la fin de phrase et le point final[comme ça].
- Les liens internes (vers d'autres articles de Wikipédia) sont à choisir avec parcimonie. Créez des liens vers des articles approfondissant le sujet. Les termes génériques sans rapport avec le sujet sont à éviter, ainsi que les répétitions de liens vers un même terme.
- Les liens externes sont à placer uniquement dans une section « Liens externes », à la fin de l'article. Ces liens sont à choisir avec parcimonie suivant les règles définies. Si un lien sert de source à l'article, son insertion dans le texte est à faire par les notes de bas de page.
- La présentation des références doit suivre les conventions bibliographiques. Il est recommandé d'utiliser les modèles {{Ouvrage}}, {{Chapitre}}, {{Article}}, {{Lien web}} et/ou {{Bibliographie}}. Le mode d'édition visuel peut mettre en forme automatiquement les références.
- Insérer une infobox (cadre d'informations à droite) n'est pas obligatoire pour parachever la mise en page.

Pour une aide détaillée, merci de consulter Aide:Wikification.
Si vous pensez que ces points ont été résolus, vous pouvez retirer ce bandeau et améliorer la mise en forme d'un autre article.
 (février 2025).
Petro Mykolaiovych Fedoun (en ukrainien : Перто Миколайовия Федун), né le 23 février 1919 et mort le 23 décembre 1951, également connu sous le pseudonyme littéraire de Petro Poltava (en ukrainien : Петро Полтава), est un écrivain, journaliste et homme politique révolutionnaire ukrainien. Idéologiquement un nationaliste ukrainien et social-démocrate, il fut l'un des dirigeants de la faction réformiste de l'aile bandériste de l'Organisation des nationalistes ukrainiens (OUN) de 1945 jusqu'à sa mort en 1951 au cours d'une bataille contre des officiers du ministère soviétique de la Sécurité d'État.
Né dans une contrée rurale de Galice, Fedoun rejoint l'OUN alors qu'il n'est qu'adolescent. Il fut enrôlé dans l'Armée rouge après l'annexion soviétique de la Galicie orientale et de la Volhynie, et capturé lors de l'opération Barbarossa. Après avoir été libéré, Fedoun est rapidement retourné à l'OUN (désormais divisée entre les ailes antinazie et collaborationniste), et a été impliqué dans la clandestinité antinazie du groupe dans les villes de Lviv et Brody. Après la défaite allemande en Galicie, Fedoun gravit rapidement les échelons de l'OUN, étant nommé directeur de la cellule principale de propagande en 1946. Avec le début de l'insurrection antisoviétique de l'Armée insurrectionnelle ukrainienne, Fedoun devint un idéologue pour les membres réformistes de l'OUN opposés à la direction de Stepan Bandera, écrivant des ouvrages influents sur la social-démocratie et le socialisme démocratique. Il devient le chef des réformistes en décembre 1951, mais est tué le même mois.

## Jeunesse et activités

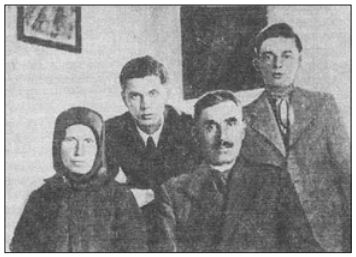
Petro Fedoun (à gauche, au dernier rang) avec son frère et ses parents, 1930

Petro Mykolaiovych Fedoun est né le 23 février 1919, dans le village galicien de Chnyriv, enfant du milieu entre sa sœur aînée Hanna et son frère cadet Vasyl. Ses parents, Mykola et Paraskova, étaient tous deux paysans. À l'époque, le village était sous la domination de la République populaire ukrainienne. Elle deviendra plus tard une partie de la deuxième République polonaise après la guerre polono-soviétique via le traité de Riga de 1921.
Fedoun a commencé ses études au gymnase de Brody en 1931. C'est là que sa croyance dans le nationalisme ukrainien a commencé à se former sous l'influence de son professeur, le père Mykhailo Osadtsa. Le père Mykhailo enseigna aux étudiants plusieurs célébrations ukrainiennes, telles que les Journées Chevtchenko, les commémorations de la bataille de Kruty de 1918 et les célébrations de l'écrivain Markian Chachkevytch, entre autres. Fedoun a peut-être également suivi une formation militaire pendant ses études au gymnase, obligatoire pour les étudiants valides du gymnase, mais une telle chose n'est pas confirmée.
Fedoun a rejoint la branche jeunesse de l'Organisation des nationalistes ukrainiens en 1936, aux côtés de ses compatriotes natifs de Chnyriv, Bohdan Panasiouk et Wasyl Jaszczun (uk). Tous les trois retournèrent plus tard dans leur village natal en tant qu'éducateurs pour le compte de l'OUN. Fedoun obtint son baccalauréat en 1937 et étudia dans un lycée pendant deux ans avant de se rendre à Lviv à l'été 1939 pour rejoindre la faculté de médecine de l'université de Lviv. A cette époque, il déménage au 1 rue Hlyboka, laquelle deviendra sa demeure pour le restant de sa vie.

## Occupation soviétique et carrière dans l'Armée rouge
Après l' annexion soviétique de la Galicie orientale et de la Volhynie, Fedoun fut contraint de quitter l'université après avoir été enrôlé dans l'Armée rouge. Le service de Fedoun dans l'Armée rouge reste un sujet de débat permanent dans l'historiographie ukrainienne, notamment en ce qui concerne son rôle dans la guerre d'Hiver. Selon certaines affirmations, Fedoun aurait brièvement participé à la guerre, mais l'historien Mykhailo Romaniouk a contesté cette affirmation, notant que la guerre a pris fin le 13 mars 1940, à une époque où Fedoun était encore inscrit comme étudiant à l'université de Lviv. Selon Romaniouk, citant les souvenirs d'un individu nommé Ya. Rochkovytch, Fedoun a plutôt servi dans la ville de Pavlohrad, dans le sud de l'Ukraine.
Au début de l'opération Barbarossa, Fedoun avait un grade d'officier dans l'Armée rouge. Au cours de l'été qui marque le début de l'offensive, il est capturé par l'Allemagne nazie et placé dans un camp de prisonniers de guerre. Il resta emprisonné jusqu'à sa libération avant octobre 1941. Il existe deux versions différentes quant à la raison de sa libération, l'une affirmant que ses parents ont dépensé de l'argent pour assurer sa libération et l'autre affirmant qu'il a été autorisé à circuler librement en raison de sa maîtrise de l'allemand.

## Occupation allemande

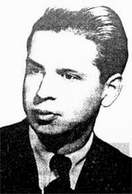
Fedoun pendant ses études à l'université de Lviv

À sa sortie de prison, Fedoun est d'abord retourné à Lviv avant de se rendre plus tard à Chnyriv. D'octobre 1941 jusqu'au printemps 1942, il travaille dans les bureaux du gouvernement du comté de Brody. À cette époque, il rétablit les liens avec l’OUN. À cette époque, le groupe s'était divisé en deux ailes, l'une dirigée par Stepan Bandera et l'autre par Andriy Melnyk. Fedoun choisit de rejoindre l'aile de Bandera de l'OUN, établissant des contacts au sein de la clandestinité.
Après avoir rejoint l'OUN-B ( Bandériste ) clandestine, Fedoun est devenu chef de la jeunesse de l'OUN dans l'ouest de l'Ukraine. Il devint également le chef de l'Union des étudiants nationalistes ukrainiens et, de 1943 à 1944, il édita le journal de jeunesse de l'OUN, Yunak, sous le pseudonyme de « Vol. ». Plus tard, il rejoint également les activités de l'Armée insurrectionnelle ukrainienne (UPA) alliée de Bandera, devenant chef de la direction de l'éducation politique du Groupe opérationnel occidental en mars 1944. Il devient également membre du bureau de propagande de l'OUN-B en Galice le même mois.
L'ascension de Fedoun au sein de l'OUN-B et de l'UPA s'est poursuivie tout au long de 1944. Il a commencé à travailler comme rédacteur de trois journaux de propagande différents et s'est rendu dans les Carpates pour former les jeunes membres de l'OUN à l'idéologie. Il est également devenu membre du personnel militaire principal de l'Armée insurrectionnelle ukrainienne axé sur l'éducation politique.

## L'après-guerre dans la clandestinité

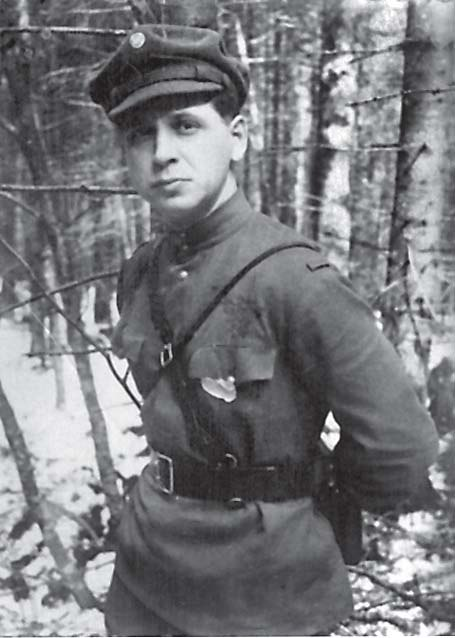
Fedoun en uniforme de major de l'Armée insurrectionnelle ukrainienne, 1950 ou 1951

Les forces allemandes furent expulsées de Galicie à la suite de l'offensive Lvov-Sandomierz à l'été 1944. Cependant, pour Fedoun et d’autres membres de l’OUN-B et de l’UPA, la guerre était loin d’être terminée. Au moment de la défaite allemande, Fedoun rejoint le Conseil suprême de libération de l'Ukraine, un organe politique créé par l'OUN-B. Il commença également à gravir les échelons de l'UPA, obtenant le grade de bulavnyi supérieur le 1er octobre 1944. Le mois suivant, il rejoint le bureau d'éducation politique de la direction de l'OUN, sous la direction de Yakiv Bousel.
Selon l'historien Volodymyr Martchouk, après la mort de Yosyp Pozytchaniouk en décembre 1944, Fedoun devint chef de la Cellule principale de propagande et du Service d'information. Volodymyr Hinda (uk), également historien, a contesté cette affirmation, déclarant que Fedoun avait été nommé chef de la cellule principale de propagande et du service d'information de l'état-major militaire principal après la mort en 1945 de Bousel et du propagandiste Dmytro Maivskyi (uk). Hinda déclare qu'à cette époque, Fedoun avait acquis une réputation parmi les membres de l'OUN clandestin pour ses talents d'orateur et de journaliste.
Fedoun est l'auteur d'une directive de la Cellule principale de propagande intitulée « Sur certaines erreurs politiques et de propagande », publiée le 28 janvier 1946. L'oeuvre de Fedoun a joué un rôle important dans la détermination de l’idéologie déclarée publiquement de l’UPA. Il a appelé les éducateurs politiques de l'UPA à considérer le bolchevisme comme une forme distincte et incorrecte de communisme, et à minimiser les références négatives au peuple russe, notamment en le qualifiant d'Asiatique. Fedoun a également appelé les éducateurs politiques à cesser de qualifier de manière péjorative les Soviétiques de « rouges », affirmant que « la lutte sous le drapeau rouge est menée dans le monde entier, et c'est une lutte juste ». Simultanément, la directive demandait aux éducateurs de décrire les Nations Unies comme un organisme réactionnaire et impérialiste, et de minimiser les procès de Nuremberg. Fedoun a exprimé son opposition à la collaboration avec l'Armée de l'Intérieur polonaise, ainsi qu'avec la Garde de Fer roumaine et d'autres insurrections anticommunistes en Europe centrale et orientale.
Fedoun s'est également attaqué à l'analphabétisme dans les rangs de l'UPA, notamment en matière de propagande, en créant une personne chargée de relire ces ouvrages. Fedoun a également encouragé l'adoption du manuel ukrainien soviétique de 1946 de Leonid Boulakhovksyi parmi l'UPA, l'éditant pour supprimer les éléments de russification de l'ukrainien. D'autres ouvrages produits par Fedun au cours de cette période incluent: Le concept d'une Ukraine autonome et la tendance fondamentale du développement idéologique et politique du monde moderne (1946), L'Ukraine se meurt ! À qui la faute ? (1948) et Pourquoi l’URSS doit être reconstruite sur le principe d'États nationaux indépendants (1950) deviendront les emblèmes de la propagande idéologique distribuée aux soldats de l’UPA à cette époque. Les activités de Fedoun dans l'organisation de l'impression et de la publication de documents pro-UPA dans toute la Galicie ont également été remarquablement réussies - une centaine d'imprimeries étaient sous son contrôle, avec une imprimerie de l'oblast de Drohobych ayant un tirage de 300 000 exemplaires au cours du seul hiver 1949-1950.
Tout au long de la période d'après-guerre, Fedoun a continué à gravir rapidement les échelons ; il a acquis le grade de porte-étendard en avril 1945, suivi d'une promotion au grade de lieutenant deux mois plus tard. Il sera promu au rang de sotnik en janvier 1946. En tant que commandant, Fedoun avait une réputation redoutable ; à une occasion en 1946, il a menacé d'exécuter un cuisinier pour s'être endormi en travaillant, et à une autre occasion au cours de l'hiver 1948-1949, il a exécuté un cuisinier pour avoir mis plus de beurre dans sa propre kasha que dans celle de n'importe qui d'autre.
En 1948, Fedun publie ce qui deviendra son œuvre la plus réussie. Qui sont les Bandéristes et pour quoi se battent-ils ? , publié en russe et en ukrainien, servant à encourager les fidèles du gouvernement soviétique ou ceux qui s'opposaient à l'UPA à reconsidérer leur position. Selon l'historien Dmytro Vedienieiev, il s'agissait de l'un des ouvrages de propagande les plus populaires de l'UPA à cette époque. La mort du leader de l'UPA, Roman Choukhevytch, en mars 1950 fut également une bonne nouvelle pour l'avancement de la carrière de Fedoun. Vasyl Kouk fut choisi comme successeur de Choukhevytch, et Fedoun reçut deux nouveaux postes : commandant adjoint de l'UPA et secrétaire général adjoint du Conseil suprême de libération de l'Ukraine. Il fut également promu au grade de major en juillet de la même année et reçut une promotion finale au grade de colonel en octobre 1951.
Dans une évaluation confidentielle des services de renseignement du 1er décembre 1951, le MGB a déclaré que Fedoun était entré dans l'opposition contre les partisans de Bandera au sein de l'UPA. Selon l'évaluation du MGB, Fedoun et Vasyl Okhrymovytch étaient les dirigeants de la faction réformiste, qui était soutenue par la Central Intelligence Agency américaine. Cela était contraire aux Bandéristes, dont on pensait qu'ils étaient soutenus par le MI6 britannique. Avant 1951, Fedoun avait cherché à se positionner comme médiateur auprès d’autres membres de l’OUN et de l’UPA, comme Choukhevytch. Il a notamment plaidé pour ce qu’il a décrit comme un compromis sur le changement de nom de l’OUN, une cause poursuivie par les réformistes. Plutôt que de supprimer le terme « nationalistes » du nom, comme le souhaitaient les réformistes, il a cherché à ajouter au nom du groupe le slogan « Indépendance, socialisme, démocratie ».

### Mort
Hinda déclare : Qui sont les Bandéristes et pour quoi se battent-ils ? a conduit le gouvernement soviétique à se concentrer sur l’élimination de Fedoun. Une affaire criminelle contre Fedoun a commencé en 1949, supervisée par le ministère de la Sécurité d'État (MGB) et portant le nom de code « Opération Chacal ». La portée de l'opération Chacal a été élargie en 1950, avec une équipe de 20 hommes chargée de trouver et de tuer Fedoun. Plusieurs tentatives ont été faites sans succès pour capturer Fedoun avant sa mort, y compris un cas dans lequel des agents du MGB se sont fait passer pour le défunt Choukhevytch.
À l'automne 1951, confronté aux attaques directes des officiers du MGB, Fedoun se rendit dans le raion de Jydatchiv, où il fut placé sous la garde du commandant de l'UPA, Roman Kravtchouk. Le MGB a reçu des informations en décembre de la même année selon lesquelles un membre de la direction de l'OUN se cachait dans les villages de Vychniv dans l'oblast d'Ivano-Frankivsk ou Novochyny. Au total, 4 574 officiers furent mobilisés pour cette dernière étape de l'opération Chacal, qui se déroula du 21 au 28 décembre 1951. Tous les chemins de sortie de la zone entre Vychniv et Novochyny ont été bloqués, et une kryivka (uk) fut bientôt découverte. Dans la bataille qui s'ensuivit, deux commandants de l'UPA, Kravtchouk et Bohdan Pankiv, furent tués. Le 23 décembre, vers 23h30, des cadets participant à l'opération dans le cadre de leur formation ont découvert une autre kryivka provenant d'un évent de vapeur dans le sol. Bien qu'on leur ait donné la possibilité de se rendre, les soldats de l'UPA dans la kryivka ont refusé. Ne voyant aucune possibilité de s'échapper, ils ont choisi de brûler le bunker et de se tirer une balle dans la tête. Après l'incendie, quatre corps ont été récupérés par le MGB, appartenant à Fedoun et à trois autres.
Depuis la révolution ukrainienne de 1989-1991, l'image de Fedoun a été réhabilitée comme une alternative au nouvel homme soviétique, avec un accent particulier sur la connaissance et la fierté de Fedoun de l'histoire ukrainienne et sa volonté perçue de placer le bien de l'Ukraine au-dessus de tout.

## Positions politiques
Se décrivant lui-même comme un socialiste, Fedoun était un idéologue des principes de la social-démocratie et du socialisme démocratique présents dans l'aile réformiste de l'OUN-B. Dans une note interne du 28 janvier 1946 sur la propagande, Fedoun exprima son opposition à l'utilisation spécifique du terme « rouge » comme péjoratif contre les Soviétiques et préconisa plutôt que les Soviétiques soient décrits comme des opposants au véritable socialisme. Dans le même mémo, il évaluait également positivement les victoires électorales du Parti travailliste britannique et de la section française de l'Internationale ouvrière, les considérant comme des contemporains idéologiques car « nous sommes pour la destruction de l'exploitation de l'homme par l'homme, pour la destruction du système capitaliste. »
Fedoun a également exprimé son opposition à l’impérialisme à l’échelle mondiale, basant sa résistance aux Nations Unies et son soutien aux révolutions socialistes à l’échelle mondiale sur de tels principes. Il a également soutenu la Troisième Assemblée suprême de l'Organisation des nationalistes ukrainiens, soutenant expressément les dispositions de l'Assemblée suprême sur la séparation de l'Église et de l'État et sur la propriété privée des terres.